# The Last Song (Brian-Wilson-Lied)
The Last Song (englisch für „Das letzte Lied“) ist ein Lied des US-amerikanischen Musikers Brian Wilson, das im April 2015 erschien.

## Entstehung und Veröffentlichung
Das Lied wurde vom Interpreten selbst, in Zusammenarbeit mit Joe Thomas, getextet, komponiert sowie produziert. Es wurde dabei so geschrieben, um das Herzstück von No Pier Pressure zu sein. Koproduzent Thomas erzählte, dass das Lied ursprünglich von einer verlorenen Liebe handelte, „aber nachdem die Tournee auseinanderfiel, wurde er mehr zu einer verpassten Gelegenheit für Brian und [die anderen Beach Boys], gemeinsam in den Sonnenuntergang zu reiten.“ Ursprünglich war geplant, dass die US-amerikanische Sängerin Lana Del Rey bei dem Titel mitwirkt, aber sie machte schließlich einen Rückzieher, so dass Wilson das Stück alleine vortrug.
Die Erstveröffentlichung von The Last Song erfolgte am 3. April 2015 bei Capitol Records, als Teil von Wilsons Studioalbum No Pier Pressure (Katalognummer: 06025 3791896).

## Rezeption
Michael Hann von The Guardian hielt The Last Song für den besten Titel auf No Pier Pressure und erklärte, dass er „so klingt, als ob Wilson über seine frühere Gruppe nachdenkt und anerkennt, dass seine Karriere am Ende ist… mit einem wunderbaren Arrangement und einer verzweifelt traurigen Melodie“.
Stacey Anderson von Pitchfork Media war der Meinung, dass es ein Glück war, dass Lana Del Rey aus dem Titel ausgestiegen ist, denn „es ist die autonome Note, die Wilson verdient hat, um damit zu enden, ein schöner, bittersüßer Schwung von elegischen Streichern und vergoldeten Harmonien, die er in seiner Jugend perfektioniert hat“.
Neil McCormick von The Daily Telegraph urteilte, dass die anderen Lieder des Albums zwar nicht an die Qualität von Wilsons großen Kompositionen aus der Vergangenheit heranreichen, aber „der wunderschöne, elegische Albumabschluss The Last Song erinnert daran, dass Wilson die Messlatte besonders hoch gelegt hat.“ McCormick fügte hinzu: „Wenn dies wirklich der letzte Song ist, können sich die Beach Boy erhobenen Hauptes verabschieden.“